# Westerholt (Wardenburg)
Westerholt ist ein Ortsteil der Gemeinde Wardenburg im niedersächsischen Landkreis Oldenburg.

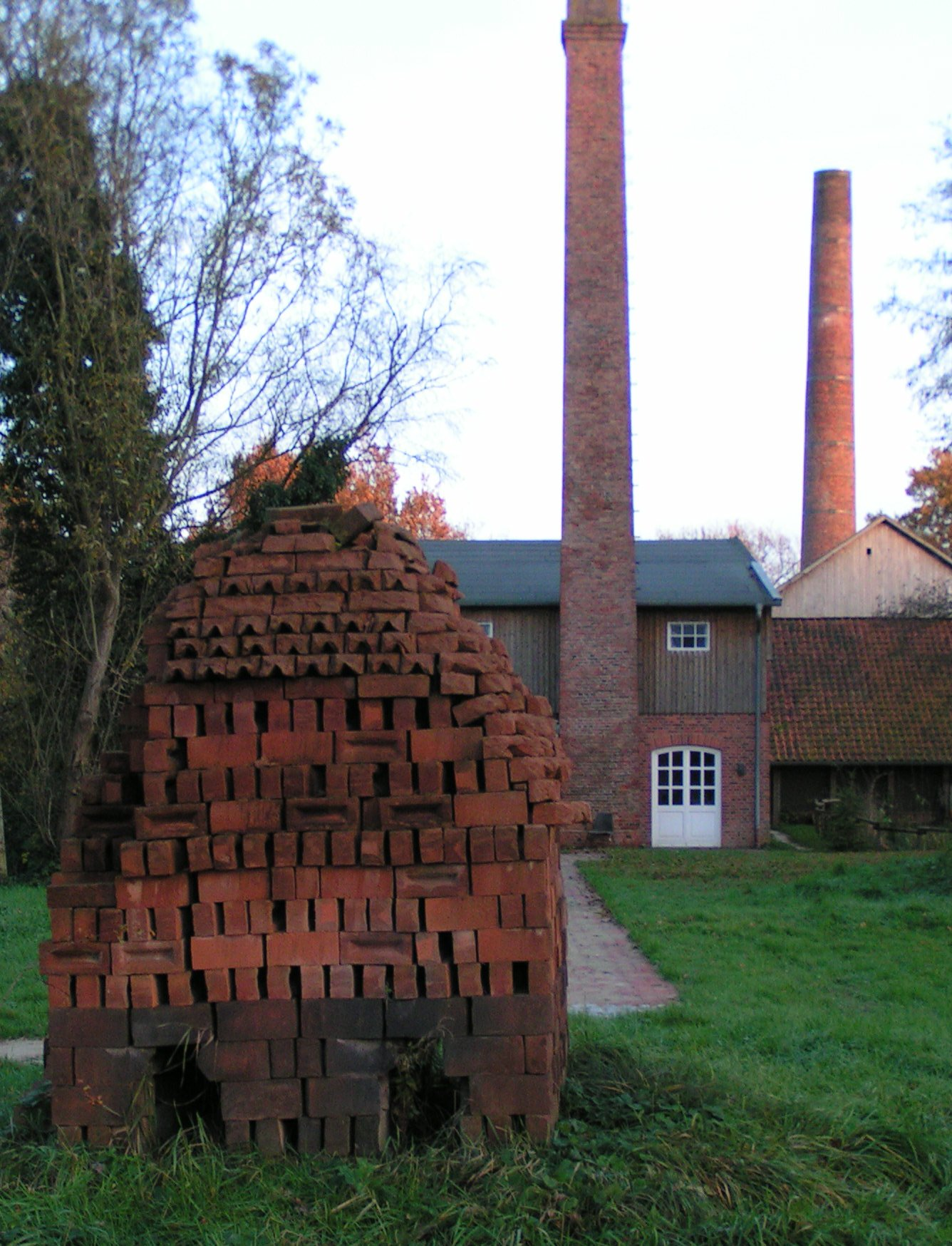
Ziegeleimuseum in Westerholt

## Geografie und Verkehrsanbindung
Westerholt liegt nordwestlich des Kernbereichs von Wardenburg an der Kreisstraße K 141. Östlich verläuft die A 29 und nördlich die B 401.
Westlich liegen die Naturschutzgebiete Benthullener Moor (270 ha) und Harberner Heide (45,5 ha).

## Geschichte
Am 31. Dezember 2013 hatte der Ort 431 Einwohner.

## Sehenswürdigkeiten
- Ziegeleimuseum[3]
- Baggersee Westerholt